# Martina Pühringer
Martina Pühringer (* 17. November 1956 in Gmunden) ist eine österreichische Politikerin (ÖVP). Von Oktober 1997 bis September 2019 war sie Abgeordnete zum Oberösterreichischen Landtag.

## Leben
Nach dem Besuch der Pflichtschule lernte sie den Beruf der Bürokauffrau. Martina Pühringer, die 1990 gemeinsam mit ihrem Mann den elterlichen Bauernhof im Vollerwerb übernahm, ist seit 1991 im Ohlsdorfer Gemeinderat. Von 1993 bis 2001 hatte sie das Amt der Vizebürgermeisterin inne und wurde mit 31. Oktober 1997 in den OÖ Landtag gewählt.
Seit 1. Jänner 2001 hat sie die Funktion der Landesobfrau der Oö. Goldhauben-, Kopftuch- und Hutgruppen inne.
Sie ist Mitglied in folgenden Landtags-Ausschüssen: für Wirtschaft und EU-Angelegenheiten; für Frauenangelegenheiten und Sozialausschuss.
Die Landwirtin ist verheiratet und hat zwei Töchter und einen Sohn.
Mit 18. September 2019 legte sie ihr Mandat zurück, als Landtagsabgeordnete folgte ihr Barbara Tausch nach.

## Auszeichnungen
- Konrad-Mautner-Preis – Botschafter der Tracht.[3]
- 2022: Goldenes Ehrenzeichen des Landes Oberösterreich[4]